# Гархінг-бай-Мюнхен
Гархінг-бай-Мюнхен (нім. Garching bei München) — місто в Німеччині, розташоване в землі Баварія. Підпорядковується адміністративному округу Верхня Баварія. Входить до складу району Мюнхен.
Площа — 28,16 км2. Населення становить 17 192 ос. (станом на 31 грудня 2020).

## Географії

### Адміністративний поділ
Місто  складається з 4 районів:
- Гархінг
- Дірнісманінг
- Гохбрюк
- Гохзхуль